# Canton d'Épinay-sur-Seine
Le canton d'Épinay-sur-Seine est une circonscription électorale française située dans le département de la Seine-Saint-Denis et la région Île-de-France.

## Histoire
Le canton d'Épinay-sur-Seine a été créée par le décret du 20 juillet 1967, lors de la constitution du département de la Seine-Saint-Denis.
Un nouveau découpage territorial de la Seine-Saint-Denis entré en vigueur à l'occasion des premières élections départementales suivant le décret du 21 février 2014. Les conseillers départementaux sont, à compter de ces élections, élus au scrutin majoritaire binominal mixte. Les électeurs de chaque canton élisent au Conseil départemental, nouvelle appellation du Conseil général, deux membres de sexe différent, qui se présentent en binôme de candidats. Les conseillers départementaux sont élus pour 6 ans au scrutin binominal majoritaire à deux tours, l'accès au second tour nécessitant 12,5 % des inscrits au 1er tour. En outre, la totalité des conseillers départementaux est renouvelée. Ce nouveau mode de scrutin nécessite un redécoupage des cantons dont le nombre est divisé par deux avec arrondi à l'unité impaire supérieure si ce nombre n'est pas entier impair, assorti de conditions de seuils minimaux. En Seine-Saint-Denis, le nombre de cantons passe ainsi de 40 à 21.
Le canton d'Épinay-sur-Seine est conservé par ce décret et s'agrandit.

## Représentation

### Représentation de 1959 à 1967 (département de laSeine)
| Période                                                        | Période | Identité                   | Étiquette | Qualité                                                     |
| -------------------------------------------------------------- | ------- | -------------------------- | --------- | ----------------------------------------------------------- |
| 1959 20e secteur Saint-Ouen-Épinay-sur-Seine-L'Île-Saint-Denis | 1967    | Fernand Belino (1910-1979) | PCF       | Garçon de café Maire-adjoint d'Épinay-sur-Seine (1965-1977) |

### Représentation de 1967 à 2015
| Période | Période          | Identité            | Étiquette      | Qualité |
| ------- | ---------------- | ------------------- | -------------- | --- |
| 1967    | 1973             | Fernand Belino      | PCF            | Garçon de café Adjoint au maire d'Épinay-sur-Seine |
| 1973    | 1988 (démission) | Gilbert Bonnemaison | PS             | Dessinateur industriel Maire d'Épinay-sur-Seine (1967 → 1995) Député de la Seine-Saint-Denis (1981 → 1993)                                                   |
| 1988    | 1992             | Serge Méry          | PS             | Adjoint au maire d'Épinay-sur-Seine (1977 → 2001) Conseiller régional d'Île-de-France (1998 → 2010)                                                          |
| 1992    | 1997 (démission) | Bruno Le Roux       | PS             | Consultant en gestion et management Adjoint au maire (1989 → 1995), puis maire d'Épinay-sur-Seine (1995 → 2001) Député de la Seine-Saint-Denis (1997 → 2017) |
| 1997    | 2011             | Serge Méry          | PS puis DVG    | Adjoint au maire d'Épinay-sur-Seine (1977 → 2001) Conseiller régional d'Île-de-France (1998 → 2010)                                                          |
| 2011    | 2015             | Hervé Chevreau      | MoDem puis UDI | Chef d'entreprise Maire d'Épinay-sur-Seine (2001 → ) |

### Représentation depuis 2015

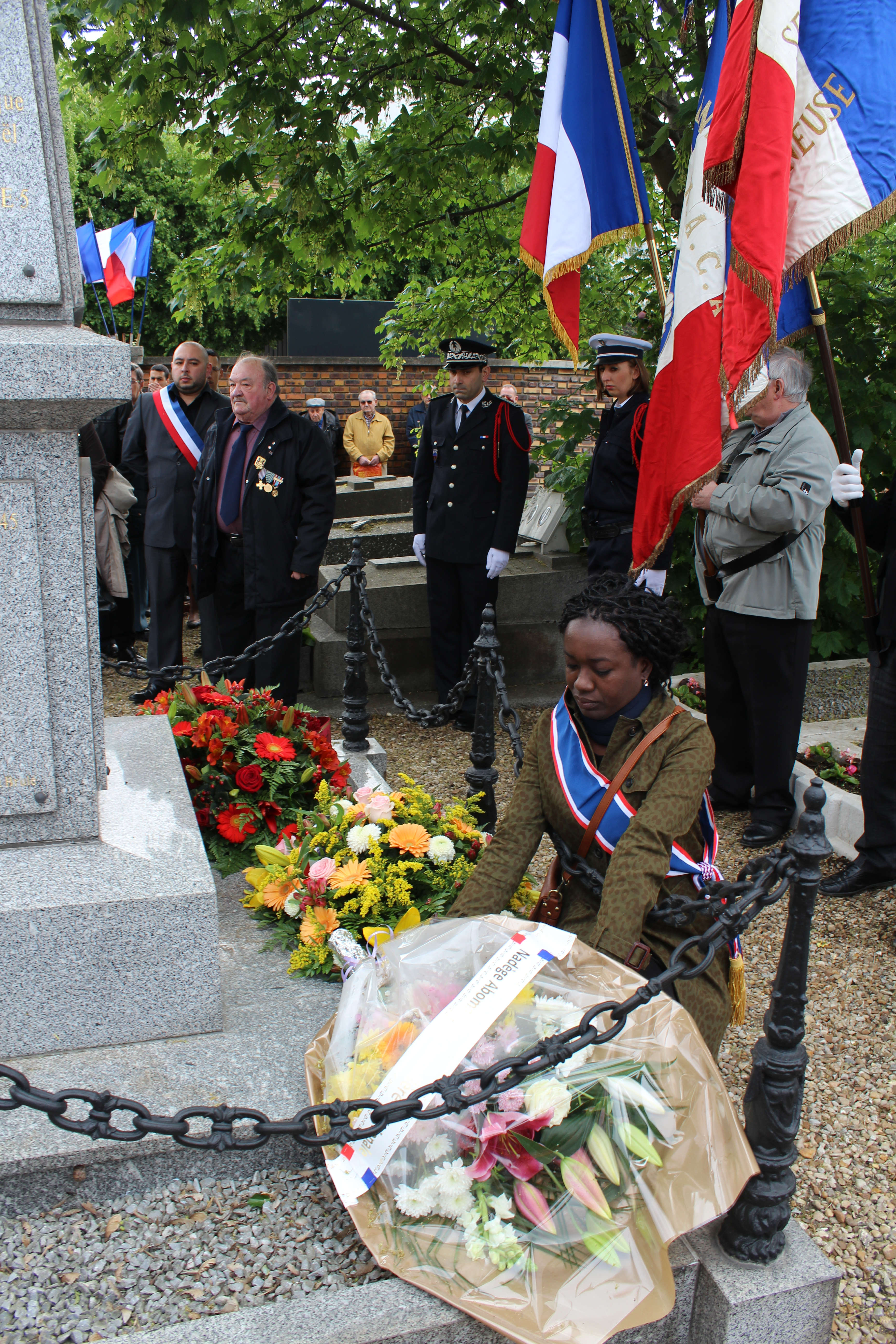
Nadège Abomangoli le 8 mai 2014 à Villetaneuse.
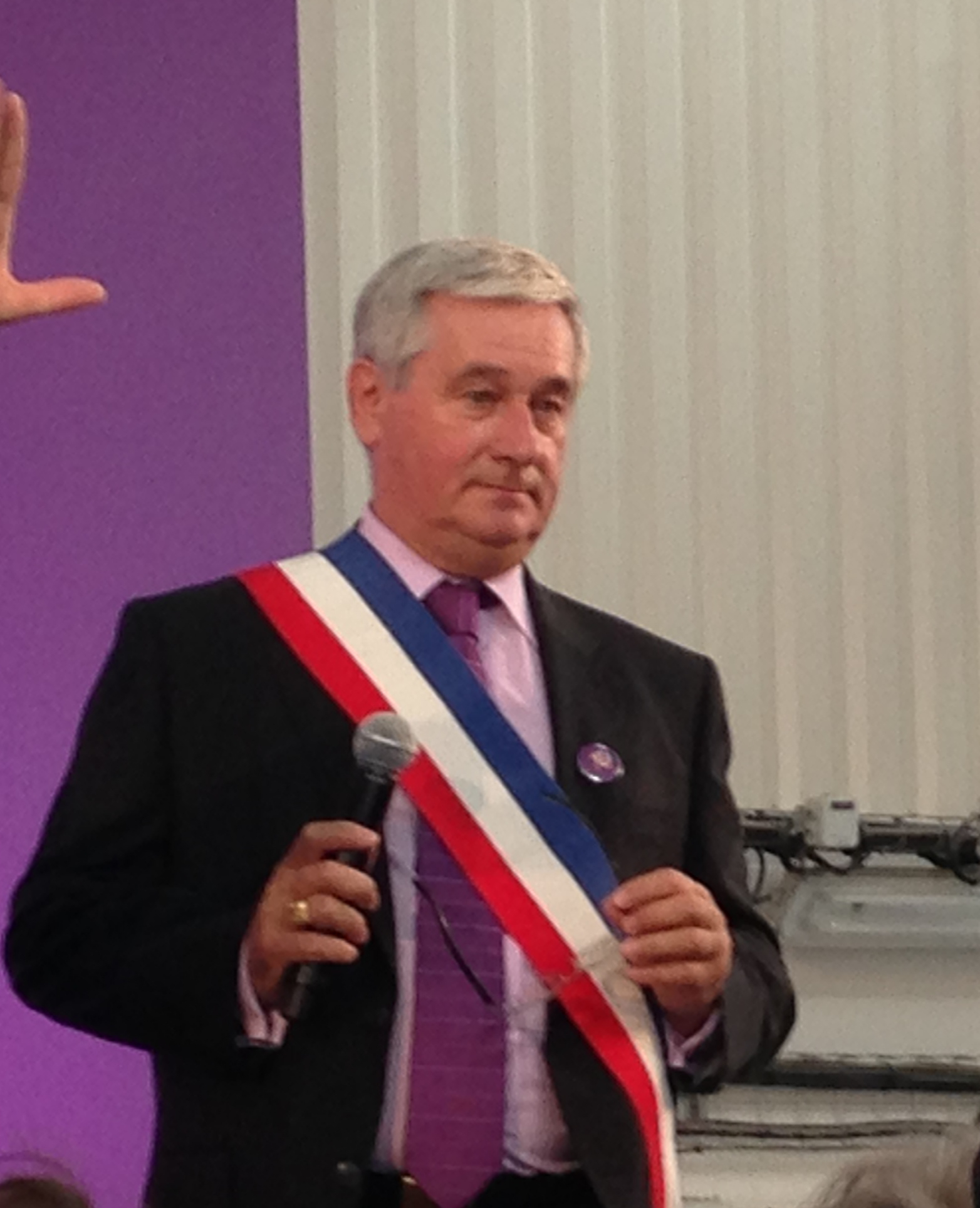
Michel Fourcade lors de l'inauguration du T5.

| Période élective | Période élective | Mandat | Mandat   | Identité          | Nuance | Nuance | Qualité |
| ---------------- | ---------------- | ------ | -------- | ----------------- | ------ | ------ | --- |
| 2015             | 2021             | 2015   | 2021     | Nadège Abomangoli |        | LFI    | Cadre de la fonction publique Conseillère régionale d'Île-de-France (2010 → 2015) Vice-présidente du conseil départemental (2015 → 2021) Conseillère municipale de Pantin (2020 → )                           |
| 2015             | 2021             | 2015   | 2021     | Michel Fourcade   |        | PS     | Contrôleur des PTT Maire de Pierrefitte-sur-Seine (2008 → ) Ancien conseiller général du canton de Pierrefitte-sur-Seine (2004 → 2015)                                                                        |
| 2021             | 2028             | 2021   | en cours | Michel Fourcade   |        | PS     | Retraité de La Poste Maire de Pierrefitte-sur-Seine (2008 → ) |
| 2021             | 2028             | 2021   | en cours | Florence Laroche  |        | DVG    | Avocate Conseillère départementale du canton de Pantin (2015 → 2021) Conseillère municipale (2014 → 2020) puis adjointe au maire de Villetaneuse (2020 → ) Vice-présidente du conseil départemental (2021 → ) |

### Résultats détaillés

#### Élections de mars 2015
À l'issue du 1er tour des élections départementales de 2015, deux binômes sont en ballottage : Nadege Abomangoli et Michel Fourcade (PS, 36 %) et Farid Saidani et Linda Sayah (UDI, 24,6 %). Le taux de participation est de 28,37 % (8 023 votants sur 28 282 inscrits) contre 36,83 % au niveau départemental et 50,17 % au niveau national.
Au second tour, Nadège Abomangoli et Michel Fourcade (PS) sont élus avec 55,55 % des suffrages exprimés et un taux de participation de 27,63 % (3 933 voix pour 7 815 votants et 28 282 inscrits).
Nadège Abomangoli a quitté le Parti socialiste en 2018 et fait partie de la France insoumise.

#### Élections de juin 2021
Le premier tour des élections départementales de 2021 est marqué par un très faible taux de participation (33,26 % au niveau national). Dans le canton d'Épinay-sur-Seine, ce taux de participation est de 19,91 % (5 694 votants sur 28 592 inscrits) contre 24,35 % au niveau départemental. À l'issue de ce premier tour, deux binômes sont en ballottage : Michel Fourcade et Florence Laroche (Union à gauche avec des écologistes, 41,54 %) et Farid Saidani et Christelle Vétil (Union des démocrates et indépendants, 22,12 %).
Le second tour des élections est marqué une nouvelle fois par une abstention massive équivalente au premier tour. Les taux de participation sont de 34,36 % au niveau national, 26,47 % dans le département et 18,99 % dans le canton d'Épinay-sur-Seine. Michel Fourcade et Florence Laroche (Union à gauche avec des écologistes) sont élus avec 100 % des suffrages exprimés (4 031 voix pour 5 431 votants et 28 604 inscrits),,.

## Composition

### Composition de 1967 à 2015
Le canton créé en 1967 était constitué par la totalité de la commune d'Épinay-sur-Seine.
| Nom                          | Code Insee | Codepostal | Superficie (km2) | Population (dernière pop. légale) | Densité (hab./km2) |
| ---------------------------- | ---------- | ---------- | ---------------- | --------------------------------- | ------------------ |
| Épinay-sur-Seine (chef-lieu) | 93031      | 93800      | 4,57             | 55 140 (2012)                     | 12 066             |

### Composition depuis 2015
| Nom                                      | Code Insee | Intercommunalité         | Superficie (km2) | Population (dernière pop. légale)                | Densité (hab./km2) | Modifier                                    |
| ---------------------------------------- | ---------- | ------------------------ | ---------------- | ------------------------------------------------ | ------------------ | ------------------------------------------- |
| Épinay-sur-Seine (bureau centralisateur) | 93031      | Métropole du Grand Paris | 4,57             | Fraction : 22 392 (2022) Commune : 53 564 (2022) | 11 721             | modifier les données · modifier les données |
| Villetaneuse                             | 93079      | Métropole du Grand Paris | 2,31             | 12 432 (2022)                                    | 5 382              | modifier les données · modifier les données |
| Canton d'Épinay-sur-Seine                | 9309       |                          |                  | 68 494 (2022)                                    |                    | modifier les données                        |

Le canton est désormais constitué de :
1. deux communes entières,
2. la partie d'Épinay-sur-Seine située à l'est d'une ligne définie par l'axe des voies et limites suivantes : depuis la limite territoriale de la commune d'Enghien-les-Bains, rue d'Ormesson, avenue d'Enghien, avenue de Lattre-de-Tassigny, place du Général-Leclerc, avenue de la République, villa Renée, ligne droite prolongeant la villa Renée jusqu'à la Seine et jusqu'à la limite territoriale de la commune de L'Île-Saint-Denis.

## Démographie

### Démographie avant 2015
| 1968   | 1975   | 1982   | 1990   | 1999   | 2006   | 2011   | 2012   |
| ------ | ------ | ------ | ------ | ------ | ------ | ------ | ------ |
| 41 774 | 46 578 | 50 314 | 48 762 | 46 409 | 51 598 | 54 540 | 55 140 |

### Démographie depuis 2015
En 2022, le canton comptait 68 494 habitants, en évolution de +4,28 % par rapport à 2016 (Seine-Saint-Denis : +4,67 %, France hors Mayotte : +2,11 %).
| 2013   | 2018   | 2022   |
| ------ | ------ | ------ |
| 64 681 | 67 011 | 68 494 |